# Klein-Oelsa
Klein-Oelsa, obersorbisch Wolešnicaⓘ, ist ein Ortsteil der ostsächsischen Gemeinde Boxberg/O.L. im Landkreis Görlitz. Von 1936 bis 1947 heißt der Ort Ölbrück, danach Klein Ölsa. Der Ort zählt zum offiziellen sorbischen Siedlungsgebiet in der Oberlausitz.

## Geographie
Klein-Oelsa liegt in Form eines Straßendorfes südlich von Klitten. Südlich der geschlossenen Ortschaft liegen Ausgebaute, verstreute Einzelgehöfte.
Im Norden trennt die Bahnstrecke Hoyerswerda–Horka Klein-Oelsa von Klitten, im Süden schließt sich ein ausgedehntes Waldgebiet des Biosphärenreservats Oberlausitzer Heide- und Teichlandschaft an.
Umliegende Ortschaften sind Jahmen im Nordwesten, Klitten im Norden, Klein-Radisch im Osten, Zimpel und Tauer im Südosten, sowie Kaschel im Westen.

## Geschichte
Der älteste bekannte Fund menschlicher Besiedlung in der Gemarkung Klein-Oelsa bildet ein Friedhof aus Brandgräbern aus der jüngeren und jüngsten Bronzezeit rund 500 m nördlich des Heuteiches. Westlich des Teiches konnten Archäologen Rennfeueröfen aus der Eisenzeit zur Eisenverhüttung nachweisen.
Als Olsen paria wird der Ort erstmals 1419 urkundlich in einem Görlitzer Rügengerichtsprotokoll erwähnt. Das Dorf ist nach Klitten eingepfarrt, nachweisbar mindestens seit der Reformation im Jahr 1555.
Als Grundherrschaft ist das Rittergut Dürrbach für das Jahr 1777 bezeugt.
Am 1. April 1938 werden im Landkreis Rothenburg (Ob. Laus.) mehrere Gemeinden zusammengelegt, unter anderem Jahmen, Kaschel und Klein-Oelsa mit Klitten.
1959 wird eine Landwirtschaftliche Produktionsgenossenschaft (LPG) gegründet, die bald ein Zentrum der Tierproduktion im Raum Klitten wird. Nach mehreren Ausbauten werden um 1970 fast 2500 Stallplätze für Rinder erreicht.
Im Jahr 2003 wird das eng mit Klitten verbundene Klein-Oelsa zum Ortsteil mit Ortschaftsstatus umgeschlüsselt. Durch den Zusammenschluss der Gemeinden Boxberg/O.L. und Klitten ist Klein-Oelsa seit dem 1. Februar 2009 ein Ortsteil Boxbergs.

### Bevölkerungsentwicklung
| Jahr | Einwohner |
| ---- | --------- |
| 1825 | 139       |
| 1863 | 172       |
| 1871 | 164       |
| 1885 | 141       |
| 1905 | 174       |
| 1925 | 166       |
| 1999 | 185       |
| 2002 | 174       |
| 2008 | 148       |

Im Jahr 1777 wirtschaften in Klein-Oelsa sechs besessene Mann, fünf Gärtner und neun Häusler.
Von 139 Einwohnern im Jahr 1825 wächst die Bevölkerung innerhalb von knapp 40 Jahren auf 172 Einwohner an. Danach ist bis zur Jahrhundertwende ein leichter Bevölkerungsrückgang feststellbar, dem jedoch ein erneutes Wachstum folgt.
Um die Jahrtausendwende werden rund 180 Einwohner ermittelt.
Noch im 19. Jahrhundert ist die Bevölkerung überwiegend sorbisch. Im Jahr 1863 sind 154 der 172 Einwohner Sorben, etwa 20 Jahre später ermittelt Arnošt Muka unter den 140 Einwohnern 135 Sorben. Dies entspricht einem 90-prozentigem sorbischen Bevölkerungsanteil im Jahr 1863 und einem 96-prozentigem Anteil im Jahr 1884.

### Ortsname
Der Name Ölsa oder Oelsa leitet sich vom altslawischen Wort für Erlenwald ab, Klein-Oelsa ist vom Namen her also eine Siedlung an oder in einem Erlenwald. Nach Meinung Meschgangs ist Klein-Oelsa eine Namensübertragung vom südwestlich gelegenen Straßendorf Ober-Oelsa, das heute amtlich als Förstgen-Ost bezeichnet wird.
Namensformen sind unter anderem Olsen (1419), Olsenicz und Oelsen (1452), Kleinölßa (1792) und Klein-Oelsa (1900). Aufgrund seiner slawischen Abstammung wird der Ort 1936 durch eine nationalsozialistisch motivierte Germanisierungspolitik in Ölbrück beziehungsweise Oelbrück umbenannt. Bei der formellen Rückbenennung im Jahr 1947 wird mit Klein Ölsa eine aktualisierte Schreibweise gewählt. Bei der Ausweisung als Ortsteil erfolgt 2003 mit Klein-Oelsa ein Rückgriff auf eine traditionierte Variante.
Der obersorbische Name Wolešnica ist identisch mit dem sorbischen Namen des Ortes Oelsa bei Löbau. Bei den früheren Varianten ist 1835 mit Łoleschinske eine stark germanisierte Schreibweise mit Ł auffällig. Bereits 1848 wird mit Woleschniza die Aussprache und 1885 mit Wolešnica auch die Schreibweise der heute gültigen Namensform abgebildet.